# 基南戈普高原
基南戈普高原是東非國家肯雅的高原，海拔高度約2,400米，東面是阿伯德爾山脈，每年平均降雨量約1,000毫米，基庫尤族自1960年代居住當地，種植玉米、小麥、椰菜、馬鈴薯等農作物。